# Freudiana
Freudiana (от Фрейд и -ана) — первый сольный альбом Эрика Вулфсона и фактический последний студийный альбом английской группы The Alan Parsons Project, выпущенный в 1990 году. Альбом планировался в качестве 11-го студийного альбома The Alan Parsons Project, но в процессе работы над ним Эрик Вулфсон под влиянием продюсера Брайана Броулли решил преобразовать его в рок-оперу, с возможностью её дальнейшей сценической постановки в качестве мюзикла, премьера которого состоялась 19 декабря 1990 года в театре Ан дер Вин в Вене. Успешный прокат (по апрель 1992 постановку посетили более 320 тысяч зрителей) был омрачен судебным разбирательством между Броулли и Вулфсоном за право обладания над проектом. Несмотря на то, что суд встал на сторону продюсера, авторство было закреплено за Вулфсоном.
В итоге альбом был издан под названием «Freudiana» и считается неофициальным последним альбомом The Alan Parsons Project, выпущенным традиционным составом артистов, участвовавших в записи предыдущих альбомов группы. Вскоре после окончания работы над альбомом Вулфсон покинул группу, сосредоточившись на сценической деятельности. Алан Парсонс, уже под собственным именем, продолжил выпускать альбомы, близкие по звучанию к последним альбомам The Alan Parsons Project.

## Об альбоме
Вскоре после окончания работы над альбомом Gaudi Эрик Вулфсон загорелся идеей выпуска альбома, посвященного жизни и наследию австрийского психолога Зигмунда Фрейда. С этой целью, он решил пройтись по жизненному пути учёного, посетив музеи Фрейда в Лондоне и Вене, и подробно изучив его классические труды, ставшие основой для композиций будущего альбома Кроме того, в основу концепции альбома были положены работы Фрейда, посвященные открытию «бессознательного», его известные теории, включая эдипов комплекс, эго, подсознание и, вероятно, наиболее знаменитый труд Зигмунда Фрейда «Толкование сновидений».
Альбом был выпущен в двух версиях: «Белый Альбом» и «Чёрный Альбом». «Белый Альбом» включает 18 треков и наиболее доступен в наше время. «Чёрный Альбом», содержащий материалы немецкой версии мюзикла, в настоящее время является редкостью. На этом альбоме Вулфсон впервые указан в качестве исполнителя. В целом, «Freudiana» является практически целиком написанной Вулфсоном, тогда как Парсонс занимался сведением альбома, записав на нём лишь одну композицию.

## Список композиций
Все композиции написаны Вулфсоном, за исключением «Beyond the Pleasure Principle», написанной Аланом Парсонсом.
1. The Nirvana Principle (3:44) (Инструментальная композиция)
2. Freudiana (6:20) (вокал — Эрик Вулфсон)
3. I Am a Mirror (4:06) (вокал — Лео Сэйер)
4. Little Hans (3:15) (вокал — Грэм Дай)
5. Dora (3:51) (вокал — Эрик Вулфсон)
6. Funny You Should Say That (4:36) (вокал — группа The Flying Pickets)
7. You’re on Your Own (3:54) (вокал — Кики Ди)
8. Far Away From Home (3:11) (вокал — группа The Flying Pickets)
9. Let Yourself Go (5:26) (вокал — Эрик Вулфсон)
10. Beyond the Pleasure Principle (3:13) (Инструментальная композиция)
11. The Ring (4:22) (вокал — Эрик Стюарт)
12. Sects Therapy (3:40) (вокал — Фрэнки Хауэрд)
13. No One Can Love You Better Than Me (5:40) (вокал — Эрик Вулфсон, Гэри Ховард, Кики Ди, Марти Уэбб)
14. Don’t Let the Moment Pass (3:40) (вокал — Марти Уэбб)
15. Upper Me (5:16) (вокал — Эрик Стюарт)
16. Freudiana (3:43) (Инструментальная композиция)
17. Destiny (0:51) (вокал — Крис Рэйнбоу)
18. There But For the Grace of God (5:56) (вокал — Джон Майлз)

## Участники записи
- Эрик Вулфсон — клавишные, вокал (2,5,9,13), исполнительный продюсер
- Алан Парсонс — клавишные, сведение, продюсер
- Лоуренс Коттл — бас-гитара
- Стюарт Эллиот — перкуссия, ударные
- Иэн Бэрнсон[англ.] — гитара
- Ричард Коттл — синтезаторы, саксофон
- Лео Сэйер — вокал (3)
- Грэм Дай — вокал (4)
- группа The Flying Pickets — вокал (6,8)
- Кики Ди — вокал (7,13)
- Марти Уэбб — вокал (13,14)
- Френки Хауэрд - вокал, декламация (12)
- Гэри Ховард — вокал (13)
- Крис Рэйнбоу — вокал (17)
- Джон Майлз — вокал (18)
- Эндрю Пауэлл — оркестровка, дирижирование
- Тони Ричардс — инженер